# 景初曆
《景初曆》是中国古代曆法，东汉到魏晋的天文学者楊偉編纂，屬於陰陽曆。
魏明帝景初元年（237年）施行。採十九年七閏法，1太陽年={\displaystyle 365{\frac {455}{1843}}}日（≒365.24688日），1朔望月={\displaystyle 29{\frac {2419}{4559}}}日（≒29.530599日）。1近点月={\displaystyle 27{\frac {2528}{4559}}}日（≒27.55451日），确立日月食開始時刻的推算方法。
晋朝建立後，泰始元年（265年）行泰始曆就是景初曆。用至南北朝，劉宋用到444年，被《元嘉曆》取代。北魏用到451年，被《玄始曆》取代。

## 文內注釋
1. ↑  s:晉書/卷018
2. ↑  s:晉書/卷017 武帝踐阼，泰始元年，因魏之《景初曆》，改名《泰始曆》。